# Grappling

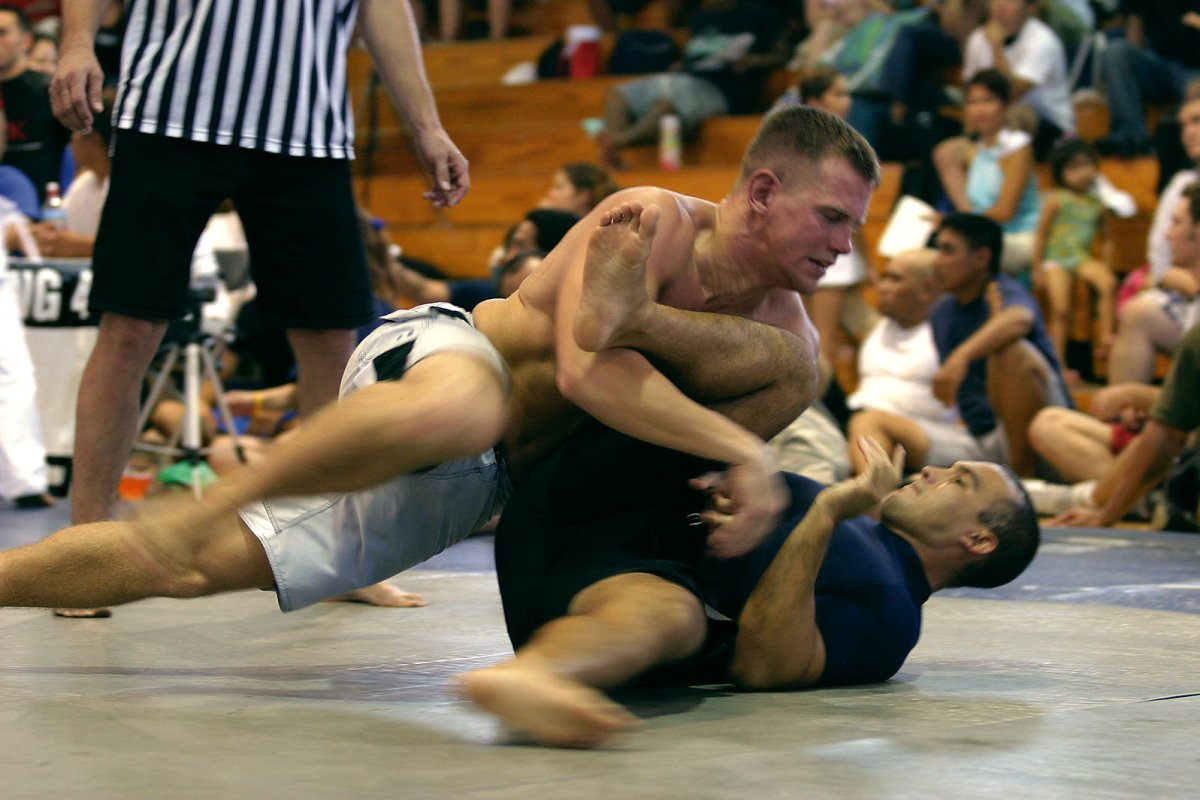
Moderner Wettkampf auf Hawaii

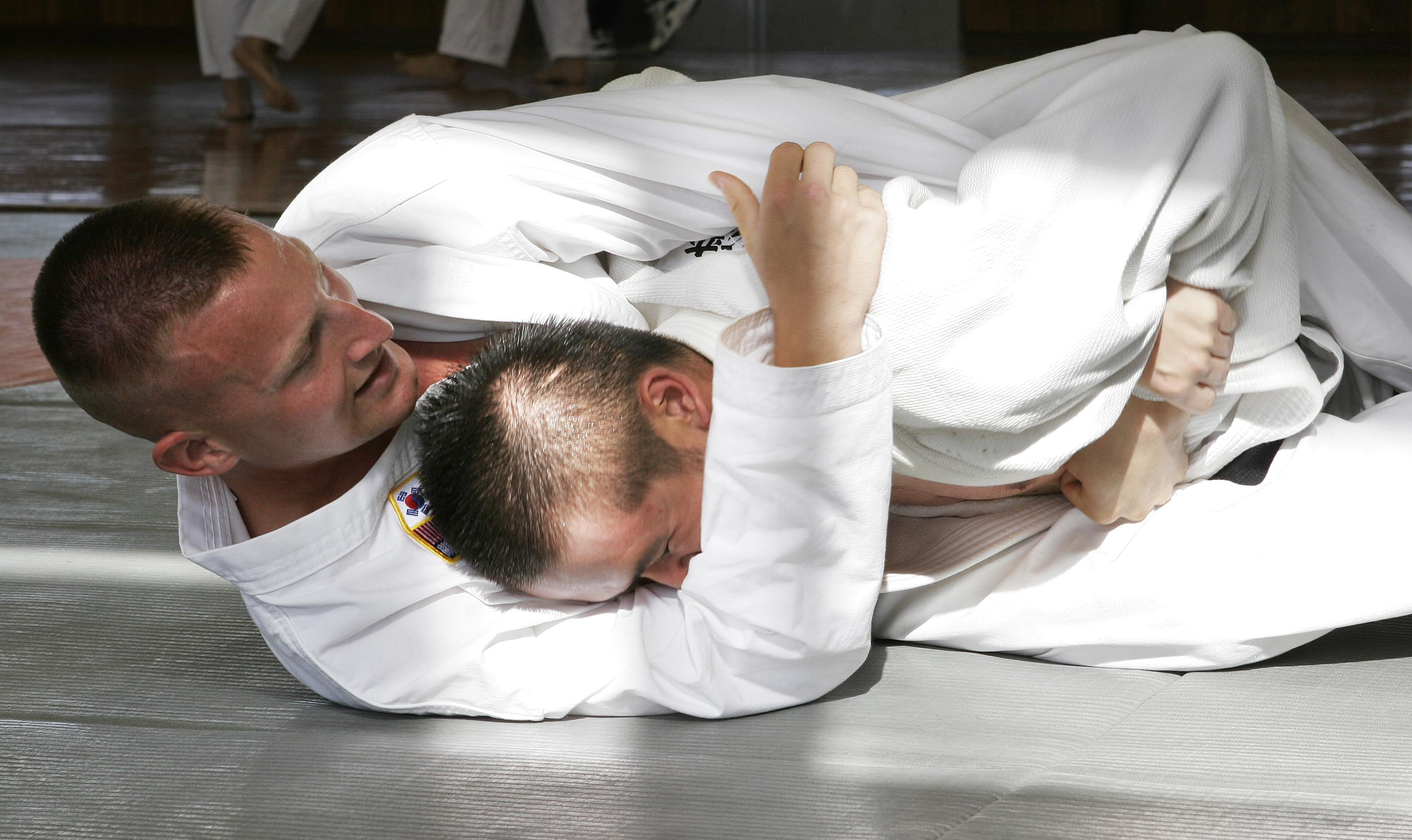
Grappling beim Judo

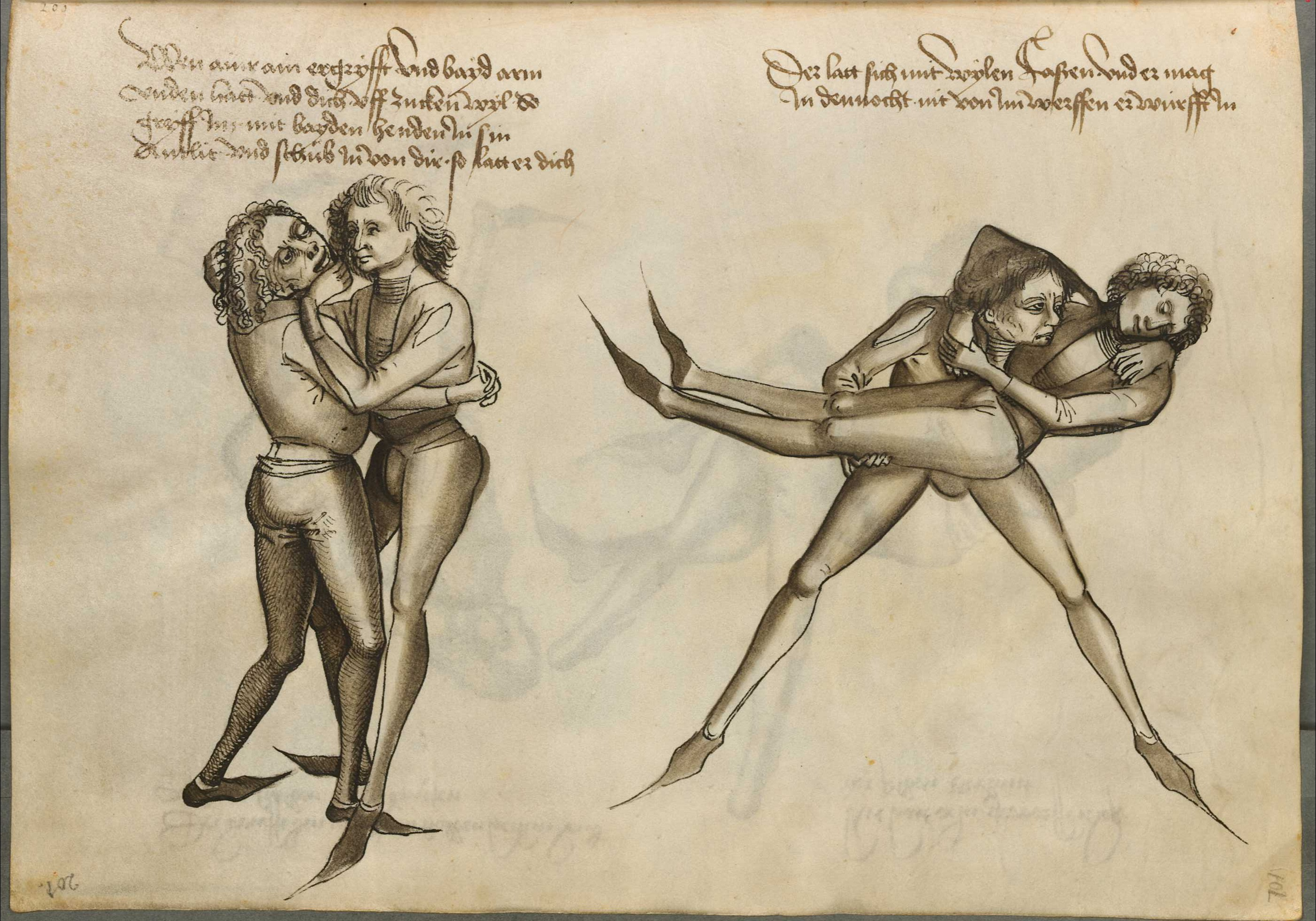
Grapplingtechniken in Talhoffers Fechtbuch

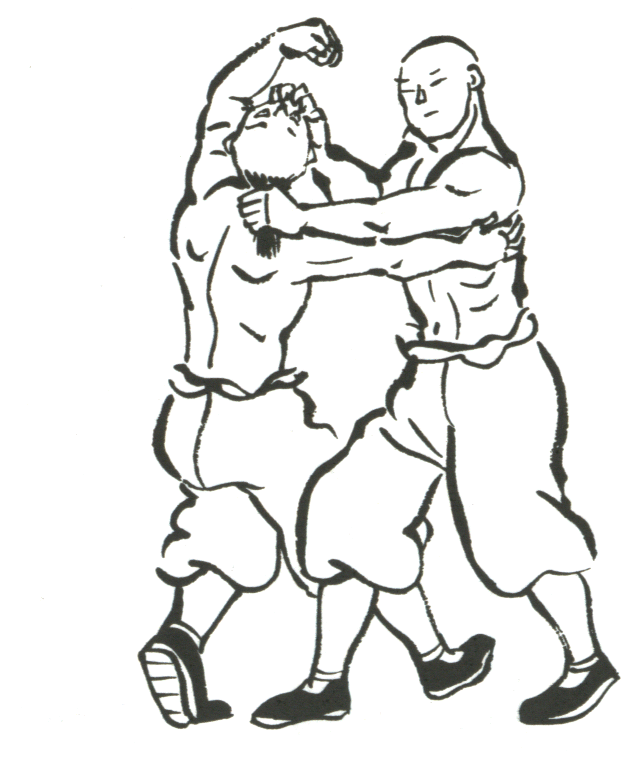
Grappling im Bubishi

Grappling (Griffmethoden, Griffkampf) ist ein Element vieler Kampfsportarten und beinhaltet Hebel, Würfe, zu Boden bringen, Aufgabegriffe, Würgegriffe und andere Haltegriffe jeglicher Art.
Die verschiedenen Techniken haben zum Ziel, den Gegner in eine für ihn unvorteilhafte Position zu bringen und ihn anschließend bewegungsunfähig zu machen und/oder zur Aufgabe zu zwingen. Grappling kann auch mit Schlägen und Tritten verbunden werden.
Der natürliche Instinkt verleitet einen Menschen dazu, bei einem Angriff die Situation verlangsamen zu wollen, indem er versucht, den Gegner zu greifen. Häufiges Ergebnis einer solchen Situation ist das Grappling, welches es ermöglicht, die Bewegungen des Gegners zu kontrollieren. Durch das Entwickeln von Prinzipien und Regeln (z. B. das Verbot von Schlägen und Tritten) entstanden verschiedene Wettkämpfe und Kampfsportarten, Kampfkünste wie Luta Livre, Nihon Jujutsu, Judo, Glíma, Ringen, Shuaijiao, Qin Na, Daitō-ryū Aiki-jūjutsu, Aikidō, Brazilian Jiu-Jitsu usw.
Elemente dieser Kampfarten sind meist auch Teile anderer Systeme. Einige Kampfkünste haben eigene Bezeichnungen für das Grappling. Im Eskrima z. B. wird das Grappling als Dumog bezeichnet, in vielen Wushu-Stilen wird es hochchinesisch Qin Na und kantonesisch Kum Na genannt.

## Klebende Hände
Die Methode der klebenden Hände ist auch eine Form des Grappling. Man findet sie als „Chi Sao“ beispielsweise im Wing Chun Kung Fu. Als „schiebende Hände“ wird das Tuishou im Taijiquan (westl. Tai Chi) bezeichnet. In vielen Kung Fu Stilen dienen die „klebenden Hände“ als Einstieg in die Deckung eines Gegners bei einem Zweikampf. Ziel ist die Überwindung der Schlag- und Tritt-Distanz, um Würfe, Hebel und Würgegriffe ansetzen zu können.

## Grappling im Waffenkampf
In vielen chinesischen Wushu-Stilen, im traditionellen Kenjutsu, im Aiki-jūjutsu, Aikidō, Koryū Jūjutsu, Hapkido und in einigen Kali-, Arnis-, Eskrima-Stilen usw. wird das Grappling auch angewandt, wenn beide Kontrahenten bewaffnet sind. Ebenso wird Grappling im Kampf mit dem Langschwert nach Deutscher Schule in der nahen und engen Mensur verwendet, hier wird es als Ringen am Schwert bezeichnet.

## Unterschiede Grappling zu schlagenden Kampfsportarten
Das Grappling bildet einen Gegensatz zu schlag- und trittbetonten Kampfsportarten wie z. B. Taekwondo, Boxen, Kickboxen sowie einigen Karate-Stilen, in denen das Greifen und Werfen des Gegners (fast) vollständig untersagt ist bzw. nicht gelehrt wird.

## Wettkämpfe
Der Weltringerverband FILA veranstaltete 2008 in Luzern erstmals Weltmeisterschaften im Grappling. Es gibt zwei Wettkampfformen, das sogenannte with Gi, in dem mit einem Keikogi gekämpft wird, und das NoGi, bei dem die Athleten eine Hose und ein Shirt tragen. 2010 fanden im polnischen Gorlice auch erstmals Europameisterschaften statt, in denen neben den beiden Varianten auch in der Vollkontaktversion Combat gekämpft wurde.
Die mit über 200.000 Mitgliedern weltweit größte Vereinigung von Grapplern und zugleich der größte Veranstalter ist die North American Grappling Association (NAGA), die seit ihrer Gründung 1995 mehr als 400 Grappling-Turniere durchgeführt hat.